# Huernia verekeri
Huernia verekeri är en oleanderväxtart. Huernia verekeri ingår i släktet Huernia och familjen oleanderväxter.

## Underarter
Arten delas in i följande underarter:
- H. v. angolensis
- H. v. pauciflora
- H. v. verekeri